# Македонский, Иван Иванович
Иван Иванович Македонский  (род. 17 июня 1942, город Болград, теперь Одесской области) — украинский деятель, председатель Болградской райгосадминистрации Одесской области. Народный депутат Украины 1-го созыва (в 1990—1992 годах).

## Биография
Родился в семье рабочего.
В 1957—1962 годах — студент Мелитопольского института механизации сельского хозяйства, инженер-механик.
В 1962—1963 годах — главный инженер колхоза «Дружба» Александрийского района Кировоградской области.
В 1963—1966 годах — служба в Советской армии.
В 1966—1968 годах — старший инженер-технолог Болградского районного объединения «Сельхозтехника» Одесской области.
Член КПСС с 1967 по 1991 год.
В 1968—1970 годах — главный инженер, управляющий Криничанского отделения Болградского районного объединения «Сельхозтехника» Одесской области.
В 1970—1985 годах — главный инженер-механик, начальник Болградской специализированной передвижной механизированной колонны № 3 треста «Одессаспецсельхозмонтаж» Одесской области.
Окончил Высшую партийную школу при ЦК КПУ, экономист-преподаватель философии и экономики.
В 1985—1991 годах — 2-й, 1-й секретарь Болградского районного комитета КПУ Одесской области.
В 1990—1991 годах — председатель Болградской районного Совета народных депутатов Одесской области. В 1991—1992 годах — председатель Болградской районного Совета и председатель исполкома Болградской районного Совета Одесской области.
4.03.1990 избран Народным депутатом Украины, 1-й тур 58,60 % голосов, 2 претендентов. Председатель подкомиссии Комиссии ВР Украины по вопросам государственного суверенитета, межреспубликанских и межнациональных отношений. Сложил полномочия 18.06.1992 года в связи с назначением Представителем Президента Украины.
В апреле 1992 — июль 1994 года — Представитель Президента Украины в Болградском районе Одесской области.
В ноябре 1996 — 25 июля 2002 года — председатель Болградской районной государственной администрации Одесской области.
Потом — на пенсии. Председатель Одесской областной организации профсоюза работников агропромышленного комплекса Украины (АПК).

## Награды
- медали
- государственный служащий Украины IV-го ранга (1.07.2002)